# Associação Napoli Caçadorense
Die Associação Napoli Caçadorense (Akronym: ANC), kurz Napoli genannt, ist ein brasilianischer Amateursportverein aus Caçador im Bundesstaat Santa Catarina, dessen Fokus auf der Talentförderung liegt. Er betreibt Mannschaftssportarten wie Fußball, Futsal und Handball.

## Geschichte
Der Verein wurde im Jahr 1974 unter dem Namen Associação Atlética Napoli gegründet und hat seinen aktuellen Namen erst in jüngerer Vergangenheit angenommen. Seit seiner Gründung sind die Vereinsaktivitäten auf die kommunale Sportförderung konzentriert. An professionellen Wettbewerben auf bundesstaatlicher, wie auch nationaler Ebene ist der Club mit Herrenmannschaften bis dato noch nicht angetreten.
Weil sich für die Fußballmeisterschaft von Santa Catarina der Frauen der Saison 2017 nur drei Vereine angemeldet hatten und der Wettbewerb deshalb auszufallen drohte, entschloss sich der Präsident des Ortsnachbarn AE Kindermann, Salézio Kindermann (* 23. August 1943 in Gravatal; † 15. Mai 2021 in Caçador), unter dem Dach von Napoli, an dessen Geschäftsführung er beteiligt war, ein zweites Frauenteam aufzustellen um das Quorum von mindestens vier teilnehmenden Vereinen zu erfüllen und damit den Wettbewerb durchführen zu können. Den Trainerposten übernahm die langjährige Kindermann-Aktive Carine Bosetti.
Mit dem Einzug ins Halbfinale der Série A2 der Saison 2020 vollendete das Team den Aufstieg in die erste Liga des brasilianischen Frauenfußballs für die Saison 2021. Nach einer Spielzeit in der ersten Liga (Série A1 2021), stieg der Club als Tabellenvorletzter sofort wieder in die Zweitklassigkeit ab.

## Erfolge
| Meisterschaft der Série A2 | (1×): | 2020 |